# Fußball-Verbandspokal 2002/03
Über den Fußball-Verbandspokal 2002/03 wurden die Teilnehmer der 21 Landesverbände des DFB am DFB-Pokal 2003/04 ermittelt. Die Sieger der Verbandspokale waren zur Teilnahme an der ersten Runde des DFB-Pokals berechtigt. Die drei Landesverbände mit den meisten Herrenmannschaften im Spielbetrieb – Bayern, Niedersachsen und Westfalen – entsendeten zusätzlich jeweils den unterlegenen Finalisten. Somit qualifizierten sich 24 Amateurvereine über die Verbandspokale für den nationalen Pokalwettbewerb.

## Endspielergebnisse
Die Tabelle gibt eine Übersicht über die Verbandspokal-Endspiele der Saison 2002/03. Die Abkürzungen hinter den Vereinsnamen stehen für die Spielklassenzugehörigkeit der gleichen Saison: RL = Regionalliga, OL = Oberliga, VL = Verbandsliga, LL = Landesliga.
| Verbandspokal-Endspiele (Saison 2002/2003) |                              |                                      |                                      |                      |
| Verband | Pokal                        | Sieger                               | Finalist                             | Ergebnis             |
| Baden | BFV-Hoepfner-Cup             | TSG 1899 Hoffenheim (RL)             | SV Sandhausen (OL)                   | 2:1                  |
| Bayern 1 | Bayerischer Toto-Pokal       | TSV Aindling (OL)                    | TSV Gerbrunn (OL)                    | 14:0                 |
| Berlin | Paul-Rusch-Pokal             | Füchse Berlin Reinickendorf (OL)     | Tennis Borussia Berlin (OL)          | 1:0                  |
| Brandenburg | FVB-Pokal                    | Ludwigsfelder FC (VL)                | Brandenburger SC Süd 05 (OL)         | 1:0                  |
| Bremen | Roland-Pokal                 | FC Oberneuland (OL)                  | SV Werder Bremen (Amateure) (RL)     | 3:1                  |
| Hamburg | Oddset-Pokal                 | ASV Bergedorf 85 (OL)                | FC St. Pauli (Amateure) (VL)         | 2:1                  |
| Hessen | HFV-Pokal                    | Kickers Offenbach (RL)               | SV Wehen Taunusstein (RL)            | 3:2                  |
| Mecklenburg-Vorpommern | Mecklenburg-Vorpommern-Pokal | FC Schönberg 95 (2. Mannschaft) (VL) | FC Schönberg (OL)                    | 2:1                  |
| Mittelrhein | Netcologne-Cup               | Bayer Leverkusen (Amateure) (RL)     | 1. FC Köln (Amateure) (RL)           | 2:1                  |
| Niederrhein | ARAG-Pokal                   | SSVg Velbert 02 (OL)                 | Fortuna Düsseldorf (OL)              | 1:0                  |
| Niedersachsen 1 | NFV-Pokal                    | VfL Wolfsburg (Amateure) (OL)        | BSV Rehden (VL)                      | 3:3 n. V., 2:1 i. E. |
| Rheinland | Oddset-Pokal                 | SpVgg EGC Wirges (OL)                | Eintracht Trier (Amateure) (VL)      | 5:2                  |
| Saarland | Saarlandpokal                | Borussia Neunkirchen (RL)            | FC Homburg (OL)                      | 1:0                  |
| Sachsen | Sachsenpokal                 | Dynamo Dresden (RL)                  | VFC Plauen (OL)                      | 3:2                  |
| Sachsen-Anhalt | Sachsen-Anhalt-Pokal         | 1. FC Magdeburg (OL)                 | 1. FC Lok Stendal (OL)               | 2:0                  |
| Schleswig-Holstein | SHFV-Pokal                   | Holstein Kiel (RL)                   | Flensburg 08 (OL)                    | 4:0                  |
| Südbaden | Peterstaler-Pokal            | FC Emmendingen (VL)                  | Bahlinger SC (OL)                    | 2:1                  |
| Südwest | Oddset-Pokal                 | 1. FSV Mainz 05 (Amateure) (OL)      | 1. FC Kaiserslautern (Amateure) (RL) | 1:0                  |
| Thüringen | Oddset-Pokal                 | FC Rot-Weiß Erfurt (RL)              | FC Carl Zeiss Jena (OL)              | 2:0 n. V.            |
| Westfalen 1 | Hasseröder-Pokal             | FC Eintracht Rheine (OL)             | Sportfreunde Siegen (RL)             | 2:1                  |
| Württemberg | WFV-Pokal                    | VfL Kirchheim/Teck (VL)              | Stuttgarter Kickers (RL)             | 2:1                  |
| 1 Aus den drei Landesverbänden mit den meisten Herrenmannschaften im Spielbetrieb (Bayern, Niedersachsen, Westfalen) nahm zusätzlich der unterlegene Pokalfinalist teil. |                              |                                      |                                      |                      |

## Quelle
- Deutscher Sportclub für Fußball-Statistiken (Hrsg.): Deutschlands Fußball in Zahlen 2003, Agon-Sportverlag, Kassel, 2002, ISBN 3-89784-225-4